# 世界行動通訊大會
世界行動通訊大會（英語：Mobile World Congress），簡稱MWC。由GSM協會（簡稱GSMA）主辦，邀請各地手機廠商、軟體商、電信業者及無線通訊產業專家學者等參與，透過展示新產品、服務和討論流動通信產業趨勢與技術。每年二至三月於西班牙巴塞隆納舉辦。

## 歷年活動日期
- 2009年：2月16日－2月19日
- 2010年：2月15日－2月18日
- 2011年：2月14日－2月17日
- 2012年：2月27日－3月1日
- 2013年：2月25日－2月28日
- 2014年：2月24日－2月27日
- 2015年：3月2日－3月5日
- 2016年：2月22日－2月25日
- 2017年：2月27日－3月2日
- 2018年：2月26日－3月1日
- 2019年：2月25日－2月28日
- 2020年：原訂2月24日－2月27日舉辦，但因新冠肺炎疫情取消[2]
- 2021年：原訂6月30日－7月2日舉辦MWC上海，亦因新冠肺炎疫情取消。[3]
- 2022年：2月28日－3月3日[4]
- 2023年：2月27日－3月2日[5]

## 外部連結
- GSMA Mobile World Congress（页面存档备份，存于）－展會官方網站（英文）
- GSMA官方網站
- GSMA亞洲行動通訊博覽會
- 全球流動大獎
- 世界行動通訊基金會 （页面存档备份，存于）
- Survival Guide to Mobile World Congress, useful tips by Richard Fox, RoutoMessaging, February 22, 2012.